# Михаил-Архангел
Михаил-Архангел — деревня в Любимском районе Ярославской области.
С точки зрения административно-территориального устройства входит в состав Воскресенского сельского округа. С точки зрения муниципального устройства входит в состав Воскресенского сельского поселения.

## История
В селе было две церкви: деревянная церковь Михаила Архангела, выстроенная в 1719 году и позже перестроенная, и каменный храм Спаса Нерукотворного, построенный в 1772 году попечением жителей села. В храме было 5 престолов: Спаса Нерукотворного Образа, Знамения Божией Матери, Архистратига Михаила, святого пророка Илии и святых Апостолов Петра и Павла.
В конце XIX — начале XX века село входило в состав Васильевской волости (позднее — в составе Ескинской волости) Любимского уезда Ярославской губернии.
С 1929 года село входило в состав Любимского сельсовета Даниловского района, в 1980-х годах — в составе Воскресенского сельсовета, с 2005 года — в составе Воскресенского сельского поселения.

## Население
| 1859 | 1914 | 2002 | 2007 | 2010 |
| ---- | ---- | ---- | ---- | ---- |
| 20   | ↘15  | ↗24  | ↗25  | →25  |

## Достопримечательности
В деревне расположена Спасская церковь.